# Penny z M.A.R.Su
Penny z M.A.R.Su (v italském originále Penny on M.A.R.S.) je italský anglicky mluvící rodinný seriál společnosti Walt Disney Company, který měl v Itálii premiéru 7. května 2018 na stanici Disney Channel. Seriál je spin-offem úspěšného italského seriálu Alex & spol., který byl v Itálii vysílán v letech 2015–2017.
10. dubna 2018 byla oznámena výroba druhé řady seriálu, která měla premiéru 8. dubna 2019. V Česku měl seriál premiéru 4. února 2019 na Disney Channel.

## Obsazení

### Hlavní role
| Postava                      | Představitel        | Český dabing                                    | Řady            | Řady            | Řady            |
| Postava                      | Představitel        | Český dabing                                    | 1               | 2               | 3               |
| ---------------------------- | ------------------- | ----------------------------------------------- | --------------- | --------------- | --------------- |
| Pentachord "Penny" Mendezová | Olivia-Mai Barrett  | Sára Nygrýnová                                  | hlavní          | hlavní          | hlavní          |
| Camilla Youngová             | Shannon Gaskin      | Adéla Nováková                                  | hlavní          | hlavní          | hlavní          |
| Sebastian Storm              | Finlay MacMillan    | David Štěpán                                    | hlavní          | hlavní          | hlavní          |
| Sofia Huová                  | Olivia Chan         | Klára Nováková                                  | hlavní          | hlavní          | hlavní          |
| Mike Weber                   | Luke Walsh          | Daniel Krejčík                                  | hlavní          | Does not appear | hlavní          |
| Mike Weber                   | Damien Walsh        | Daniel Krejčík                                  | Does not appear | hlavní          | Does not appear |
| Nick Weber                   | Damien Walsh        | Daniel Krejčík                                  | hlavní          | vedlejší        | hlavní          |
| Aleksandr "Sasha" Lukin      | Ryan Dean           | Jan Köhler                                      | hlavní          | hlavní          | hlavní          |
| Lucy Carpenterová            | Jessica Alexander   | Viktorie Taberyová                              | hlavní          | hlavní          | hlavní          |
| Pete Swanson                 | Giacomo Vigo        | Matěj Macháček (2. řada)Tomáš Poláček (3. řada) | Does not appear | hlavní          | hlavní          |
| Tom Lauder                   | Jack Christou       | Matěj Havelka (2. řada)Jakub Nemčok (3. řada)   | Does not appear | hlavní          | hlavní          |
| Martha Patelová              | Amani Lia           | Patricie Soukupová                              | Does not appear | Does not appear | hlavní          |
| Robert "Rob" Walker          | Keenan Munn-Francis | Jindřích Žampa                                  | Does not appear | Does not appear | hlavní          |
| Victoria "Vicky" Bernhardová | Kira Malou          | Anežka Saicová                                  | Does not appear | Does not appear | hlavní          |

### Vedlejší role
| Postava           | Představitel              | Český dabing    | Řady     | Řady            | Řady            |
| Postava           | Představitel              | Český dabing    | 1        | 2               | 3               |
| ----------------- | ------------------------- | --------------- | -------- | --------------- | --------------- |
| Freddy Wolf       | Ben Richards              | Jakub Saic      | vedlejší | vedlejší        | vedlejší        |
| Bakìa             | Merissa Porter            | Martina Šťastná | vedlejší | vedlejší        | vedlejší        |
| Debbie Cornishová | Hanna Hefner              | Petra Tišnovská | vedlejší | vedlejší        | vedlejší        |
| Raul Storm        | Joseph Rye                | Radek Hoppe     | vedlejší | Does not appear | Does not appear |
| Mitch Storm       | Charlie Gardner           | Marek Libert    | vedlejší | vedlejší        |                 |
| Bruce Gold        | Michael E. Rodgers        | Marek Holý      | vedlejší | vedlejší        | vedlejší        |
| Roberto Piccolo   | William Kenning           | Marek Libert    | vedlejší | vedlejší        | vedlejší        |
| Sean McDougal     | Alton Terry / Yonv Joseph | Jiří Krejčí     | vedlejší | vedlejší        | vedlejší        |
| Ella Johnsonová   | Nathalie Rapti Gomez      | René Slováčková | vedlejší | vedlejší        | vedlejší        |
| Tosca Bauerová    | Melanie Gray              | Irena Máchová   | vedlejší | vedlejší        | vedlejší        |

### Hostující role
| Postava            | Představitel       | Český dabing    | Řady            | Řady            | Řady            |
| Postava            | Představitel       | Český dabing    | 1               | 2               | 3               |
| ------------------ | ------------------ | --------------- | --------------- | --------------- | --------------- |
| Arianna Rossi      | Arianna Di Claudio | bude oznámeno   | hostující       | hostující       | hostující       |
| paní Gradyová      | Giorgia Massetti   | bude oznámeno   | hostující       | Does not appear | Does not appear |
| Lisa Cunninghamová | Katie McGovern     | bude oznámeno   | hostující       | Does not appear | Does not appear |
| Andrew Young       | Douglas Dean       | bude oznámeno   | hostující       | Does not appear | Does not appear |
| pan Carpenter      | Andrea Scarduzio   | bude oznámeno   | hostující       | Does not appear | Does not appear |
| paní Carpenterová  | Cecilia Gragnani   | René Slováčková | hostující       | Does not appear | Does not appear |
| primář             | Mauro Cipriani     | bude oznámeno   | Does not appear | hostující       | Does not appear |
| pan Maki           | Yoon Coon Cometti  | bude oznámeno   | Does not appear | hostující       | Does not appear |
| Dave Markshal      | Leonardo Ferrari   | bude oznámeno   | Does not appear | Does not appear | hostující       |
| Adrien Glázerá     | Andrea Beruatto    | bude oznámeno   | Does not appear | Does not appear | hostující       |
| Simonà Ferráriá    | Asya Rotella       | bude oznámeno   | Does not appear | Does not appear | hostující       |
| pan Richerá        | Timothy Martin     | bude oznámeno   | Does not appear | Does not appear | hostující       |

## Řady a díly
| Řada | Díly | Premiéra v Itálii | Premiéra v Itálii | Premiéra v ČR | Premiéra v ČR  |
| Řada | Díly | První díl         | Poslední díl      | První díl     | Poslední díl   |
| ---- | ---- | ----------------- | ----------------- | ------------- | -------------- |
| 1    | 16   | 7. května 2018    | 25. května 2018   | 4. února 2019 | 28. února 2019 |
| 2    | 10   | 8. dubna 2019     | 19. dubna 2019    | 23. září 2019 | 4. října 2019  |
| 3    | 13   | 3. července 2020  | 3. července 2020  | 5. října 2020 | 21. října 2020 |

## Produkce
V dubnu 2017 společnost The Walt Disney Company Italy oznámila výrobu anglicky mluvící spin-off seriálu Alex & spol. Začátek natáčení první řady seriálu byl naplánován na podzim 2017. Seriál se natáčí v angličtině místo itálštiny, protože tvůrci věřili, že se seriál bude v angličtině lépe prodávat. Postavy Penny, Camilla, Bakìa a Freddy Wolf ze seriálu Penny z M.A.R.Su se objevili ve speciálech (poslední díly) seriálu Alex & spol., ve kterých byl spin-off představen. 29. června 2017, po skončení seriálu Alex & spol., byl vydán teaser trailer na spin-off seriál.
První řada se natáčela od 28. září 2017 do 15. prosince 2017 v Miláně a okolí.

## Soundtrack
První album ze seriálu byl v Itálii vydán 4. května 2016 a obsahuje následující seznam písniček:
| Pořadí | Název                                                                    | Autor                                                           | Délka |
| ------ | ------------------------------------------------------------------------ | --------------------------------------------------------------- | ----- |
| 1.     | We Are the M.A.R.S. (Olivia-Mai Barrett a Ryan Dean)                     | Giordano Cremona Federico Mercuri Marco Sissa Colin Paul Buffet | 3:00  |
| 2.     | Rain and Shine (Olivia-Mai Barrett a Shannon Gaskin)                     | Federica Camba Daniele Coro Enrico Sibilla                      | 3:14  |
| 3.     | Nobody's Perfect (Merissa Porter)                                        | Gaetano Cappa                                                   | 3:16  |
| 4.     | Never Doubt I Love (Olivia-Mai Barrett a Finlay MacMillan)               | Abigail Hercules David Roper Richard Taylor                     | 3:40  |
| 5.     | So Sure (Olivia-Mai Barrett a Finlay MacMillan)                          | Steve Rushton Tim Woodcock                                      | 3:24  |
| 6.     | Rain and Shine - Ci sarò, ci sarai (Federica Carta a Olivia-Mai Barrett) | Federica Camba Daniele Coro Enrico Sibilla                      | 3:14  |

Druhý album ze seriálu byl v Itálii vydán 9. července 2019 a obsahuje následující seznam písniček:
| Pořadí | Název | Autor                                                                        | Délka |
| ------ | --- | ---------------------------------------------------------------------------- | ----- |
| 1.     | You Rock the Roll (Jack Christou a Shannon Gaskin)                                                                 | Federica Camba Daniele Coro Enrico Sibilla                                   | 3:00  |
| 2.     | All for One (Finlay MacMillan, Olivia-Mai Barrett, Shannon Gaskin, Olivia Chan, Arianna Di Claudio a Damien Walsh) | Enrico Palmosi Alessandro Gemelli Eugenio Davide Maimone Rebecca Rose Jerams | 2:38  |
| 3.     | Timeless (Olivia-Mai Barrett a Ryan Dean)                                                                          | Enrico Palmosi Luca Sala Chuck Rolando Rebecca Rose Jerams                   | 3:46  |
| 4.     | You're Beautiful (Finlay MacMillan a Jessica Alexander)                                                            | Andrea Proietti Orzella Enrico Palmosi                                       | 3:36  |